# Brachycephalidae
Las ranas doradas (Brachycephalidae) es un clado de anfibios anuros representado por 63 especies agrupadas en los géneros Brachycephalus e Ischnocnema, los cuales se distribuyen por el sur y el centro de Brasil y el norte de Argentina; quizá en zonas adyacentes de Paraguay. El tamaño de los miembros de esta familia varía desde los 9,8 mm en Brachycephalus didactylus, hasta los 54 mm en las hembras de Ischnocnema guentheri. Presentan, a su vez, un desarrollo larval directo, la pérdida de algunos de sus dígitos y osificaciones soldadas a las vértebras en la región dorsal.
Fueron en un comienzo clasificados en Bufonidae, pero al carecer del órgano de Bidder (una sinapomorfia en dicho grupo) se los asignó a su propio grupo.

## Géneros
Se reconocen los siguientes según ASW:
- Brachycephalus Fitzinger, 1826 (30 sp.)
- Ischnocnema Reinhardt & Lütken, 1862 (33 sp.)